# Gare de Colmar
La gare de Colmar est une gare ferroviaire française située à proximité du centre-ville de Colmar, dans la collectivité européenne d'Alsace, en région Grand Est.
Elle s'appelait autrefois « Colmar-Central » pour la différencier des autres gares de Colmar.
La première gare de Colmar est mise en service en 1840, par la Compagnie du chemin de fer de Strasbourg à Bâle. La gare actuelle est inaugurée en 1907, par l'administration allemande de l'époque.
C'est une gare de la Société nationale des chemins de fer français (SNCF), du réseau TER Grand Est, desservie par des TGV et des trains express régionaux (notamment TER 200).

## Situation ferroviaire

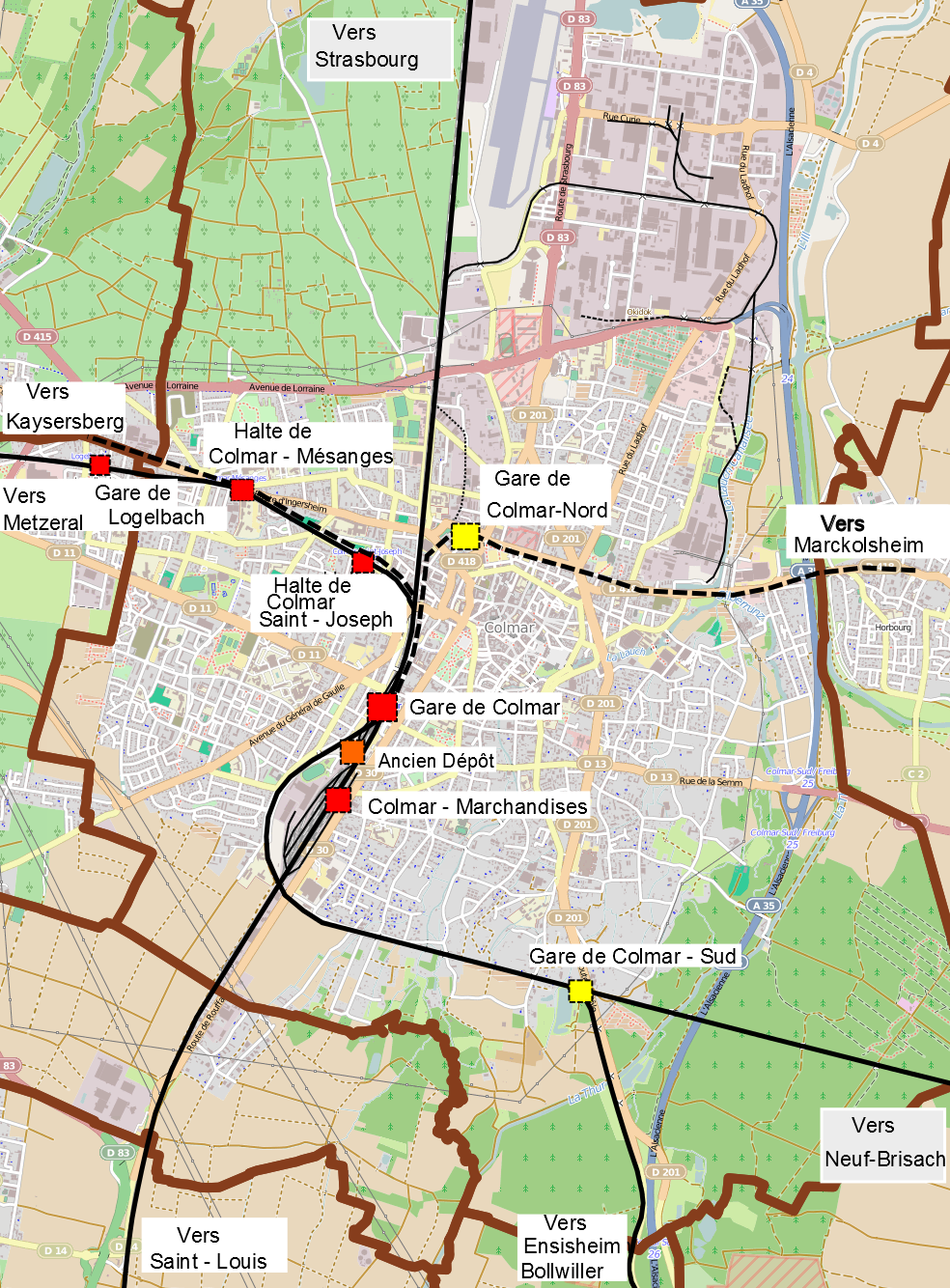
Plan du système ferroviaire de Colmar.

Établie à 197 mètres d'altitude, la gare de Colmar est située au point kilométrique (PK) 65,817 de la ligne de Strasbourg-Ville à Saint-Louis entre les gares ouvertes de Sélestat (s'intercalent les gares fermées de Saint-Hippolyte, de Ribeauvillé, d'Ostheim - Beblenheim et de Bennwihr) et de Herrlisheim-près-Colmar (s'intercale la gare fermée d'Eguisheim).
Nœud ferroviaire, elle constitue l'origine des infrastructures des lignes de Colmar-Central à Metzeral (au PK −0,392 ; la gare suivante est Colmar-Saint-Joseph) et de Colmar-Central à Neuf-Brisach (au PK 0,392 ; la gare suivante est Colmar-Sud).
Elle était aussi l'origine de la ligne de Colmar-Central à Marckolsheim et du chemin de fer de la vallée de Kaysersberg vers Lapoutroie, deux lignes à voie étroite, aujourd'hui déclassées et déposées.

## Histoire
La desserte ferroviaire de Colmar, qui débute en 1840, s'articule autour de trois gares qui se succédèrent au cours du XIXe siècle et au début du XXe siècle, la dernière étant la gare actuelle (mise en service en 1907).

### Premières gares
La « station de Colmar » est mise en service le 19 octobre 1840 par la Compagnie du chemin de fer de Strasbourg à Bâle, lorsqu'elle ouvre au service la section de Benfeld à Colmar, à une vitesse moyenne de 50 km/h. Le 1er mai 1841, elle est reliée à la gare de Strasbourg-Koenigshoffen avec la mise en service de la section de (Strasbourg) Koenigshoffen à Benfeld et le 15 août 1841 elle est reliée à Saint-Louis avec l'ouverture de la section de Colmar à Mulhouse, la section de Mulhouse à Saint-Louis ayant été ouverte le 26 octobre 1840. Le premier bâtiment provisoire en bois est construit, il a la forme d'une grande halle.

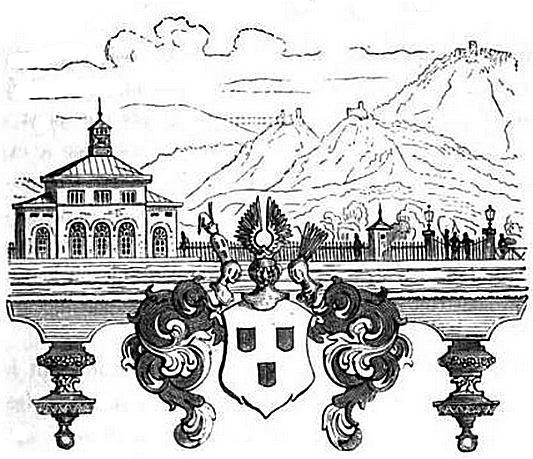
La gare de Colmar en 1844.

Les travaux pour un bâtiment définitif sont en cours, il est achevé en avril 1842, « au débouché de la rue Bruat sur la rue de la Gare ». Construit par l'entrepreneur Ignace Wetterle, il comporte un corps central à trois ouvertures à la base, avec un étage et un clocheton, il est encadré par deux ailes comportant cinq ouvertures. Une place fermée est aménagée en façade. Son inauguration a lieu le 15 avril 1842. L'ancien bâtiment de 1840 est reconverti en halle à marchandises.
En 1842, J. Duplessy la décrit comme « une vaste et belle station placée en dehors de la porte Kléber ». À la station, des « omnibus » attendent les voyageurs pour les emmener en ville. Colmar est une importante ville qui compte, en 1841, 19 908 habitants. Duplessy signale notamment les deux principaux hôtels : l'Hôtel « de l'Ange » et celui « des Deux-Clefs », qui ont notamment l'avantage de disposer d'un omnibus en attente pour le chemin de fer.
Du 15 août 1841 au 31 mai 1842 la station de Colmar délivre des billets à 100 094 voyageurs pour une recette de 198 465,15 francs, auxquels s'ajoutent 13 942,70 francs pour le service des bagages et marchandises. Cela la place à la deuxième place des stations de la compagnie pour le nombre de voyageurs, à la troisième pour la recettes voyageurs et à la quatrième pour la recette des bagages et marchandises.
Le 20 avril 1854, la Compagnie des chemins de fer de l'Est succède à la Compagnie du chemin de fer de Strasbourg à Bâle.
Colmar devient une gare de bifurcation en 1868 avec l'ouverture de la ligne vers Munster. Cette dernière est prolongée jusqu'à Metzeral en 1893.
Après la Guerre franco-allemande de 1870 et l'annexion de l'Alsace-Lorraine par l'Empire allemand, la gare est gérée par la Direction générale impériale des chemins de fer d'Alsace-Lorraine (EL). À la fin des années 1870, l'augmentation de sa fréquentation incite l'administration allemande à procéder à des travaux d'agrandissement. Le premier étage du corps central est modifié et à l'extrémité des ailes on ajoute deux bâtiment identiques à l'élément du centre. Cette configuration devient de nouveau insuffisante au début des années 1900.
La ligne Colmar – Fribourg est mise en service en 1878.
Les lignes à voie métrique reliant Colmar à Horbourg et Marckolsheim ainsi qu'à Kaysersberg et Lapoutroie sont ouvertes entre 1885 et 1890.
Une autre ligne à voie métrique en direction de Bollwiller via Ensisheim est mise en service en 1901. Cette ligne est convertie à la voie normale au cours de la Première Guerre mondiale.

### Gare actuelle

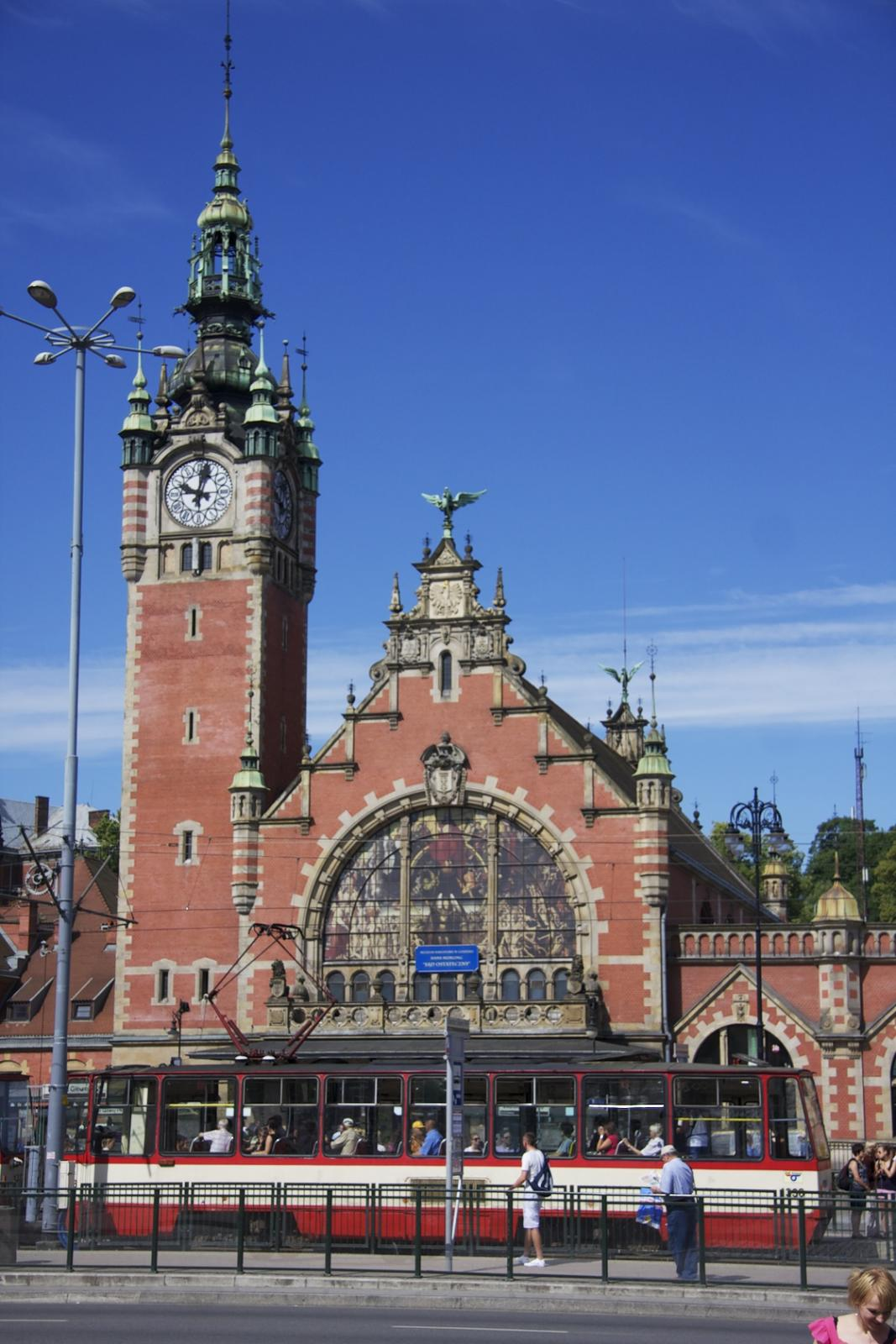
La gare centrale de Gdańsk (anciennement Dantzig) qui a inspiré l'architecture de celle de Colmar.

La Direction générale impériale des chemins de fer d'Alsace-Lorraine propose de créer une nouvelle gare plus importante légèrement plus au Sud (quelques centaines de mètres), la ville adopte ce projet le 24 mars 1900. En 1902, débutent les travaux de construction sur des plans inspirés de ceux de la gare de Dantzig,. De nombreuses entreprises locales participent à cet important chantier qui va coûter 5 525 000 marks (or) à l'Empire allemand et 150 000 marks à la ville. Les nouvelles installations comportent notamment un imposant bâtiment voyageurs de style Art nouveau d'une longueur de 105 m avec un beffroi d'une hauteur de 36 m. L'édifice est construit en grès gris de Phalsbourg et en briques rouges. Dominant le hall, un pignon à volutes vient rééquilibrer la façade, malgré la hauteur du beffroi. Des sculptures et reliefs ornent en plusieurs endroits la façade principale, permettant de pallier la lourdeur de l'édifice due à la disproportion des différentes parties. Parmi ces sculptures figuraient des cariatides qui ont été retirées après la Première Guerre mondiale. Au centre de l'édifice se situe un vaste hall dominé par le beffroi, éclairé par des baies qui occupent une large partie des façades. Les bureaux, les salles d'attente, les restaurants sont situés dans les ailes qui jouxtent le hall central. Les voyageurs auront à leur disposition une salle d'attente pour chacune des quatre classes, une salle de relaxation pour les non-fumeurs et un important buffet.
La nouvelle gare aux marchandises est mise en service en février 1904 et la nouvelle gare voyageurs le 1er mai 1907.
Lorsque l'Alsace-Lorraine redevient française, au lendemain de la Première Guerre mondiale, l'aigle impérial qui se trouvait sur le fronton du bâtiment voyageurs est remplacé par les armes de la ville de Colmar. L'inscription « Erbaut 1905-06 » devient « Anno Domini 1905-06 ».
Le 19 juin 1919, la gare entre dans le réseau de l'Administration des chemins de fer d'Alsace et de Lorraine (AL), à la suite de la victoire française lors de la Première Guerre mondiale. Puis, le 1er janvier 1938, cette administration d'État forme avec les autres grandes compagnies la SNCF, qui devient concessionnaire des installations ferroviaires de Colmar. Cependant, après l'annexion allemande de l'Alsace-Lorraine, c'est la Deutsche Reichsbahn qui gère la gare pendant la Seconde Guerre mondiale, du 1er juillet 1940 jusqu'à la Libération (en 1944 – 1945).
Le service voyageurs en direction de Lapoutroie (chemin de fer de la vallée de Kaysersberg) est fermé le 16 décembre 1944.
Le pont sur la Rhin de la ligne Colmar – Fribourg est détruit le 5 février 1945 mettant un terme aux liaisons ferroviaires entre les deux villes. Il n'a jamais été reconstruit.
Le service voyageurs en direction d'Ensisheim (ligne de Colmar-Sud à Bollwiller) et de Marckolsheim (ligne de Colmar-Central à Marckolsheim) est fermé le 31 décembre 1945.
Le service voyageurs en direction de Neuf-Brisach (Volgelsheim) est fermé le 17 mars 1969.
En 1971, la gare de Colmar comportait cinq postes d'aiguillage. La longueur des quais est portée à 400 mètres entre mars et décembre 1971 tandis que sont construits les postes d'aiguillage H et J. Un nouveau poste d'aiguillage tout relais à transit souple gérant 69 itinéraires est mis en service en 1972.
En 1973, la transformation du tunnel de Sainte-Marie-aux-Mines en tunnel routier met un terme aux liaisons directes entre Colmar et Nancy.
Le hall de la gare est rénové au début des années 1980. Le bâtiment voyageurs est inscrit au titre des monuments historiques le 28 décembre 1984.

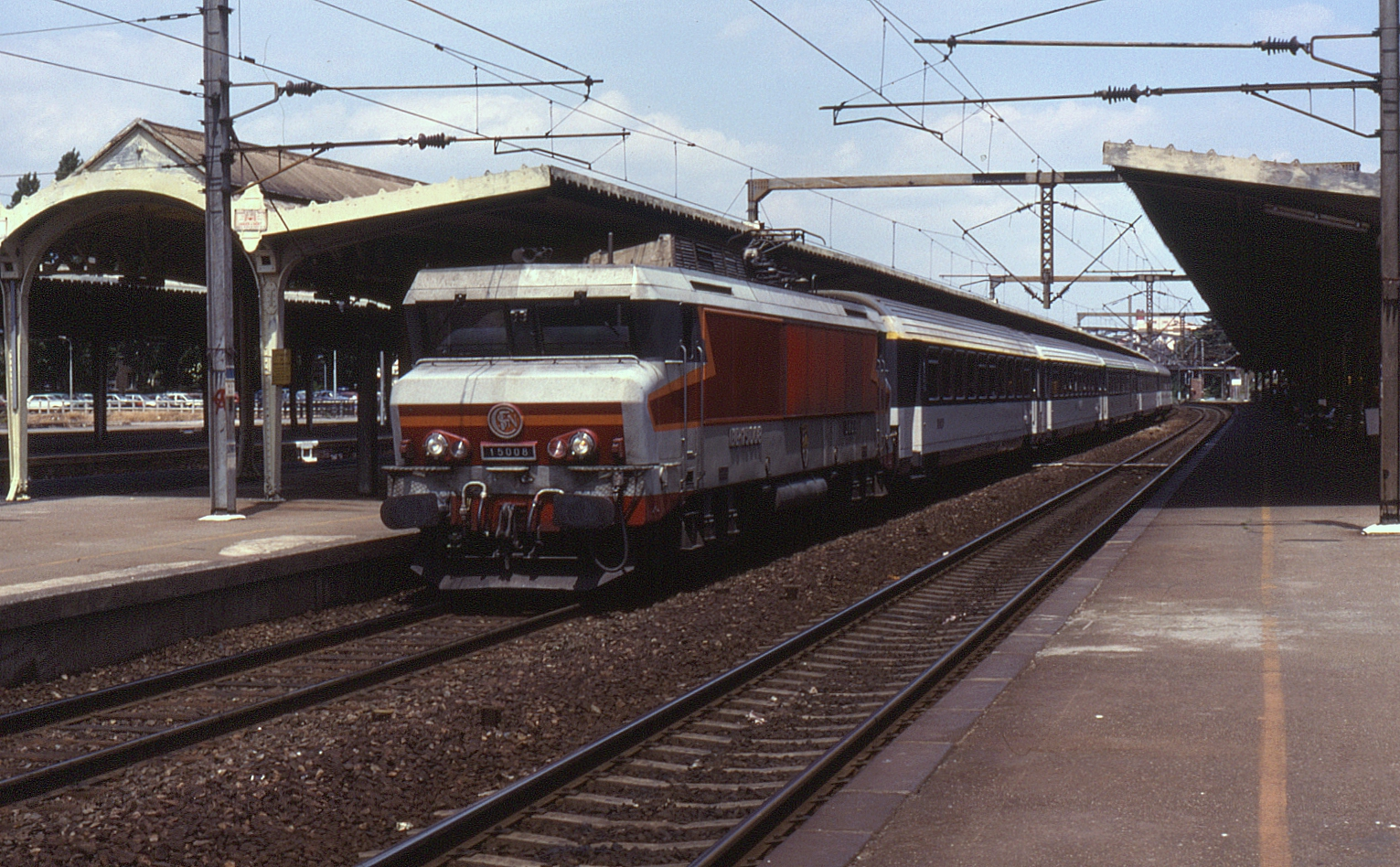
La BB 15008 en gare de Colmar, en 1991.

Des travaux de modernisation sont réalisés entre 1990 et 1991.
La place de la Gare est réaménagée entre 2002 et 2004.

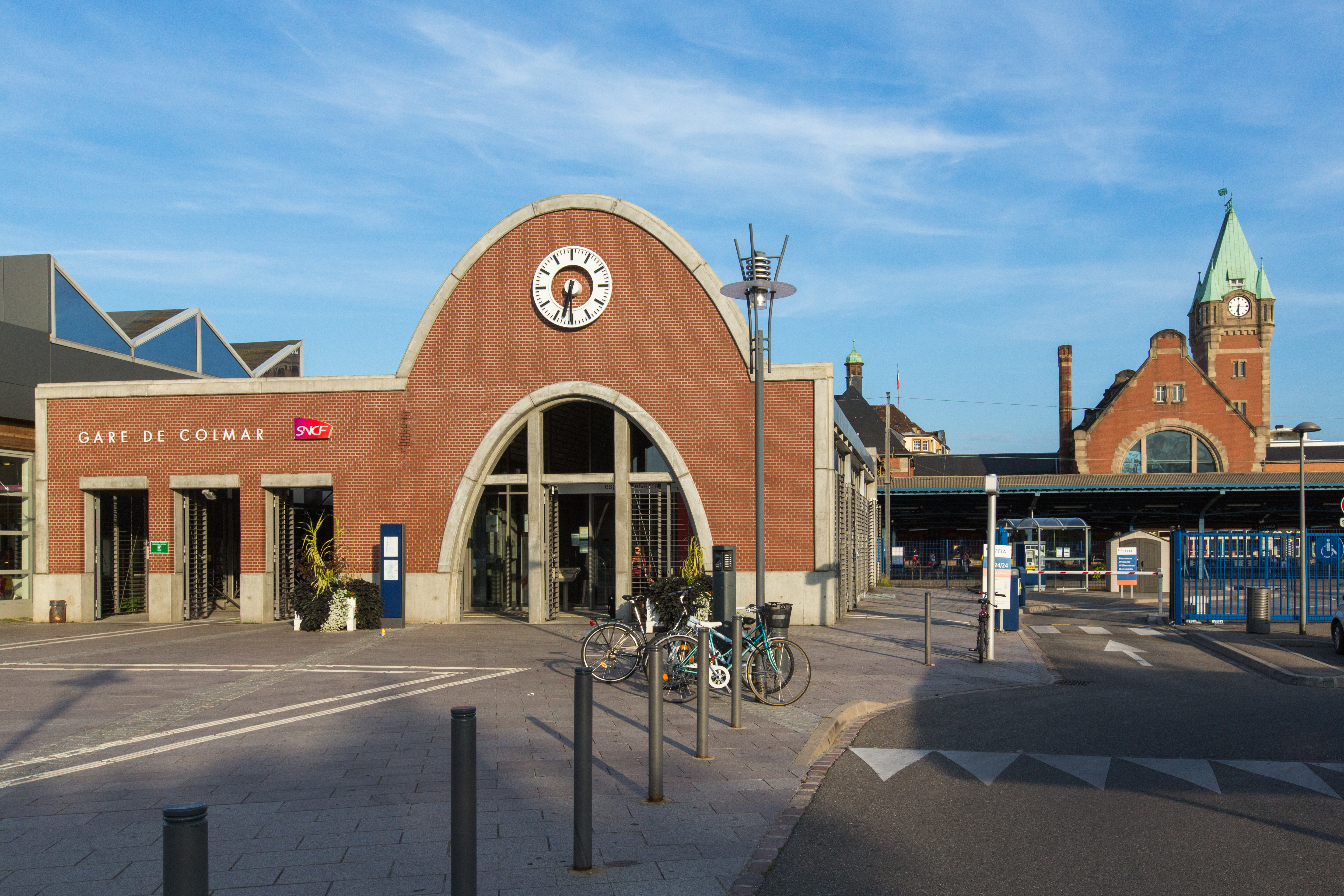
Le pavillon ouest.

En prévision de la mise en service du premier tronçon de la LGV Est européenne, un nouveau pavillon d'accueil comportant un espace de vente est réalisé côté ouest. Les travaux débutent en août 2005 et s'achèvent au printemps 2007.
Le poste d'aiguillage de Colmar est automatisé en 2015, dans le cadre de la mise en service de la « télécommande de la plaine d'Alsace ».
Les EuroCity Iris et Vauban, qui reliaient Bâle à Bruxelles via Colmar, Strasbourg, Metz et Luxembourg, sont supprimés le 3 avril 2016 (dernier jour de circulation le 2 avril) en prévision de la mise en service du second tronçon de la LGV Est. Les TER 200 reliant Nancy ou Luxembourg à Bâle sont supprimés à cette même date.
Les derniers Intercités de nuit desservant cette gare, faisant partie du « Quadritranche », disparaissent en 2016. Il s'agit des relations Strasbourg – Montpellier – Cerbère (Portbou jusqu'en décembre 2015), supprimée le 26 juin, et Strasbourg – Marseille – Nice, dont la suppression intervient le 30 septembre.

## Fréquentation
De 2015 à 2024, selon les estimations de la SNCF, la fréquentation annuelle de la gare s'élève aux nombres indiqués dans le tableau ci-dessous.
| Année                      | 2015      | 2016      | 2017      | 2018      | 2019      | 2020      | 2021      | 2022      | 2023      | 2024      |
| -------------------------- | --------- | --------- | --------- | --------- | --------- | --------- | --------- | --------- | --------- | --------- |
| Voyageurs                  | 3 586 247 | 3 589 253 | 3 887 862 | 3 950 944 | 4 200 762 | 2 566 878 | 3 186 895 | 4 103 990 | 4 728 720 | 4 974 388 |
| Voyageurs et non voyageurs | 4 029 491 | 4 032 868 | 4 368 384 | 4 439 263 | 4 719 957 | 2 884 133 | 3 580 781 | 4 611 225 | 5 313 168 | 5 589 200 |

## Service des voyageurs

### Accueil
Gare de la SNCF, elle dispose d'un bâtiment voyageurs (côté est), avec guichets, salle d'attente, service accueil jeune voyageur, un point de rencontre et un point d'accueil groupe, ouvert tous les jours. Le « pavillon ouest » comporte un espace de vente ouvert du lundi au samedi et fermé les dimanches et jours fériés. Elle est également équipée d'automates pour l'achat de titres de transport. Des aménagements, équipements et services sont à la disposition des personnes à la mobilité réduite. Elle dispose aussi de salles d'attente sur les quais. Un passage souterrain permet la traversée des voies.
Situé place de la Gare, le buffet de la gare comporte également un bar et un espace de vente à emporter.

### Desserte

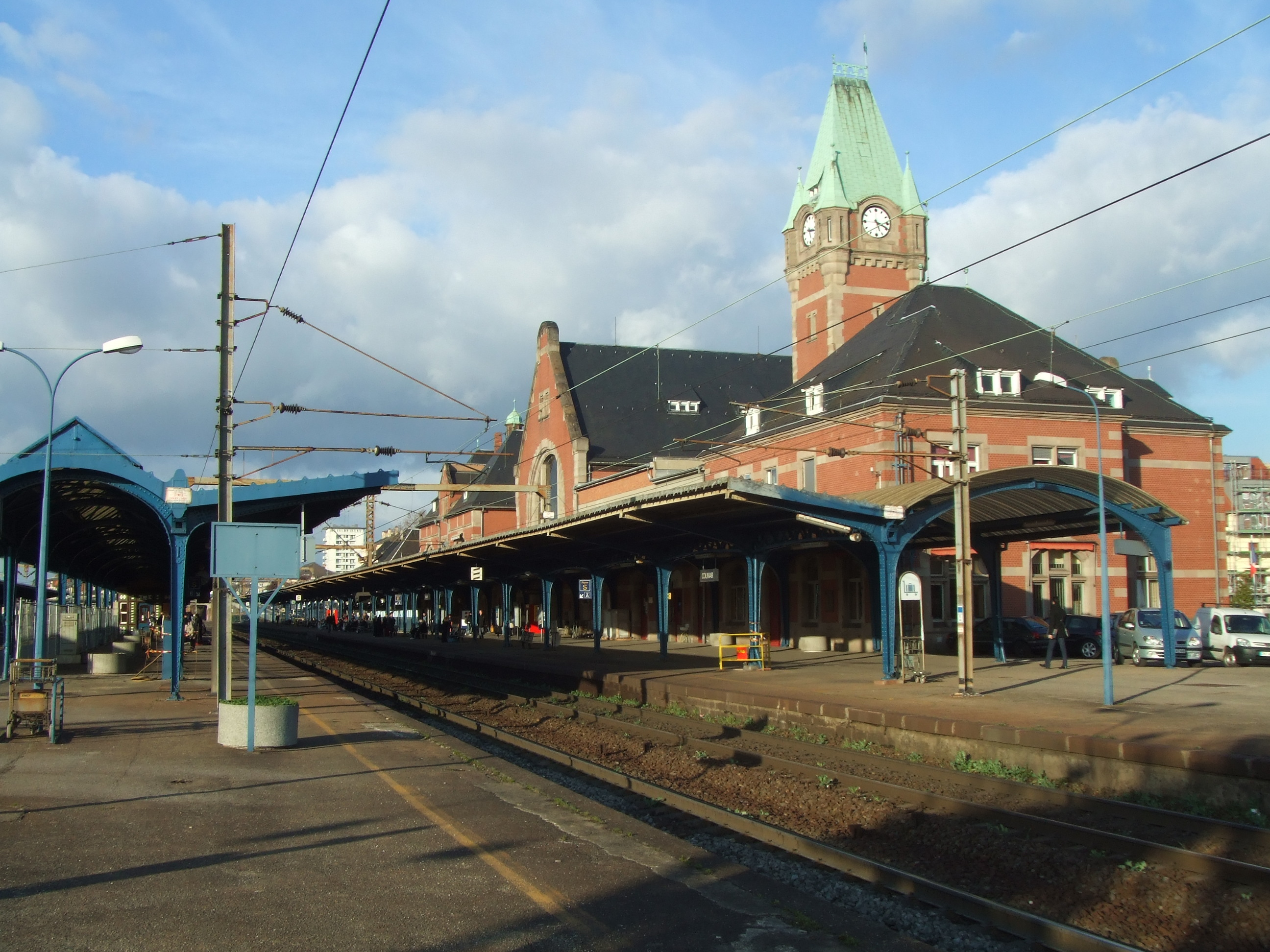
Voies et quais.

La gare est desservie par des TGV et des trains express régionaux du réseau TER Grand Est :
- TGV inOui :
  - Paris – Strasbourg – Colmar (certains trains desservent Sélestat),
  - Luxembourg / Metz / Strasbourg – Mulhouse – Dijon – Lyon – Montpellier,
  - Nancy / Strasbourg – Mulhouse – Dijon – Lyon – Marseille – Toulon – Nice ;

- TER :
  - TER 200 : Strasbourg – Sélestat – Colmar – Mulhouse – Saint-Louis – Bâle,
  - Strasbourg – Sélestat – Colmar – Mulhouse,
  - Colmar – Mulhouse,
  - Colmar – Turckheim – Munster / Metzeral.

### Intermodalité
Des parcs à vélos et des parkings sont aménagés aux abords de la gare.
Elle est desservie par des cars du réseau interurbain Fluo Grand-Est, mais également par des autobus du réseau urbain Trace Colmar.

## Patrimoine ferroviaire

### Architecture

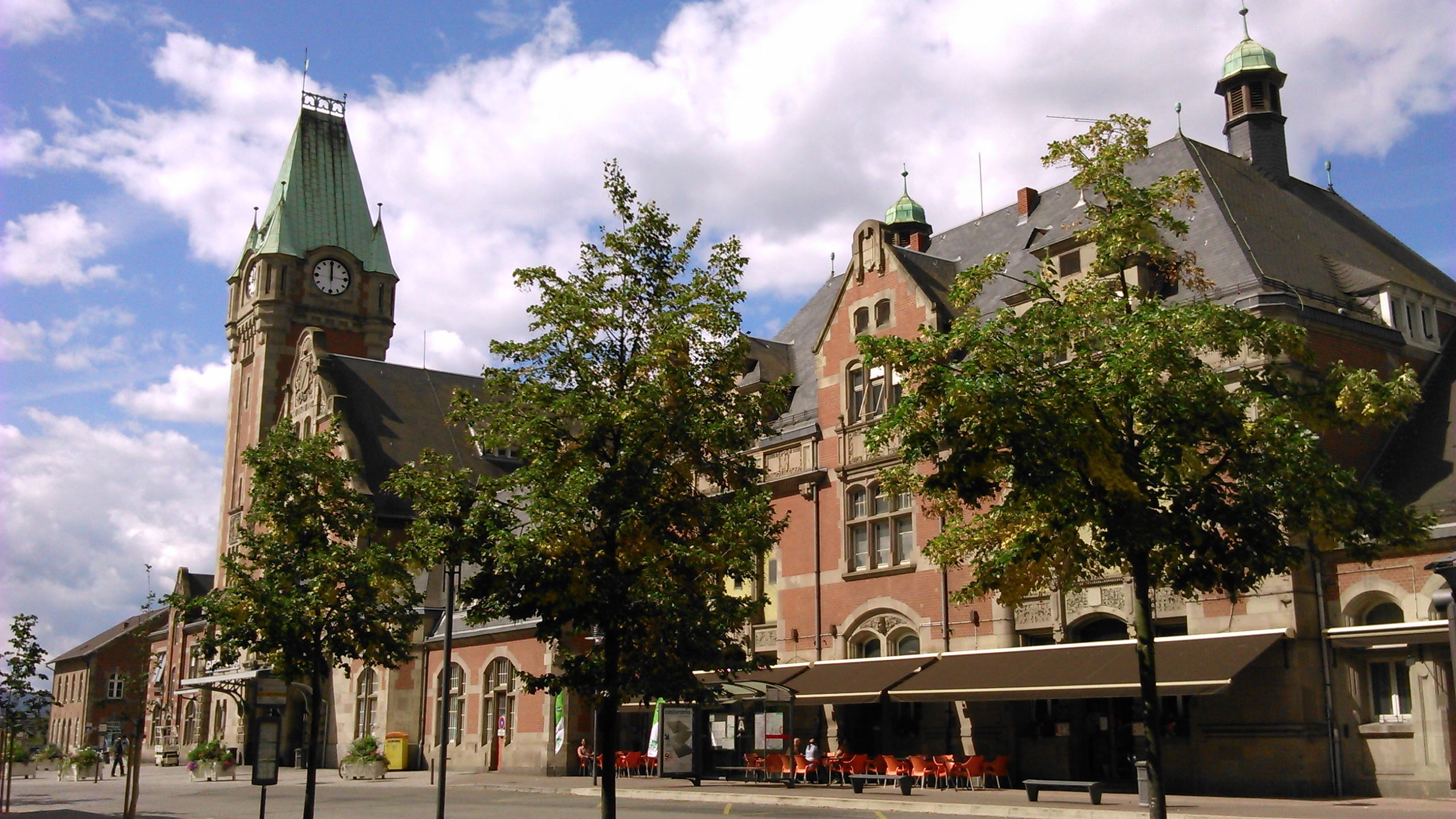
Vue d'ensemble.

Le bâtiment actuel de la gare de Colmar date de 1907, une époque où l'Alsace-Lorraine était annexée à l'Empire allemand avec des chemins de fer gérés par la Direction générale impériale des chemins de fer d'Alsace-Lorraine. Inspirée des plans de la gare centrale de Gdańsk, ville polonaise annexée à la Prusse de 1815 à 1919, elle est considérée comme « un des fleurons de l'architecture allemande des années 1900 », comme les gares de Metz et de Strasbourg. Le style de la gare est caractéristique des mélanges alors en vogue : architecture d'Europe centrale, néogothique et néo-Renaissance.
La gare est fustigée par l'artiste Hansi qui l'assimile au « style Babel » ou « style donjon ».
À l'origine le hall de la gare était orné de vitraux, réalisés par l'atelier Kühn et Gerrer de Mulhouse, qui symbolisaient la Force et la Vapeur. La salle d'attente de 2e classe comportait un vitrail représentant une ancienne porte de la ville tandis qu'un vitrail évoquant le village d'Eguisheim et ses trois châteaux était installé dans la salle d'attente de 3e classe.

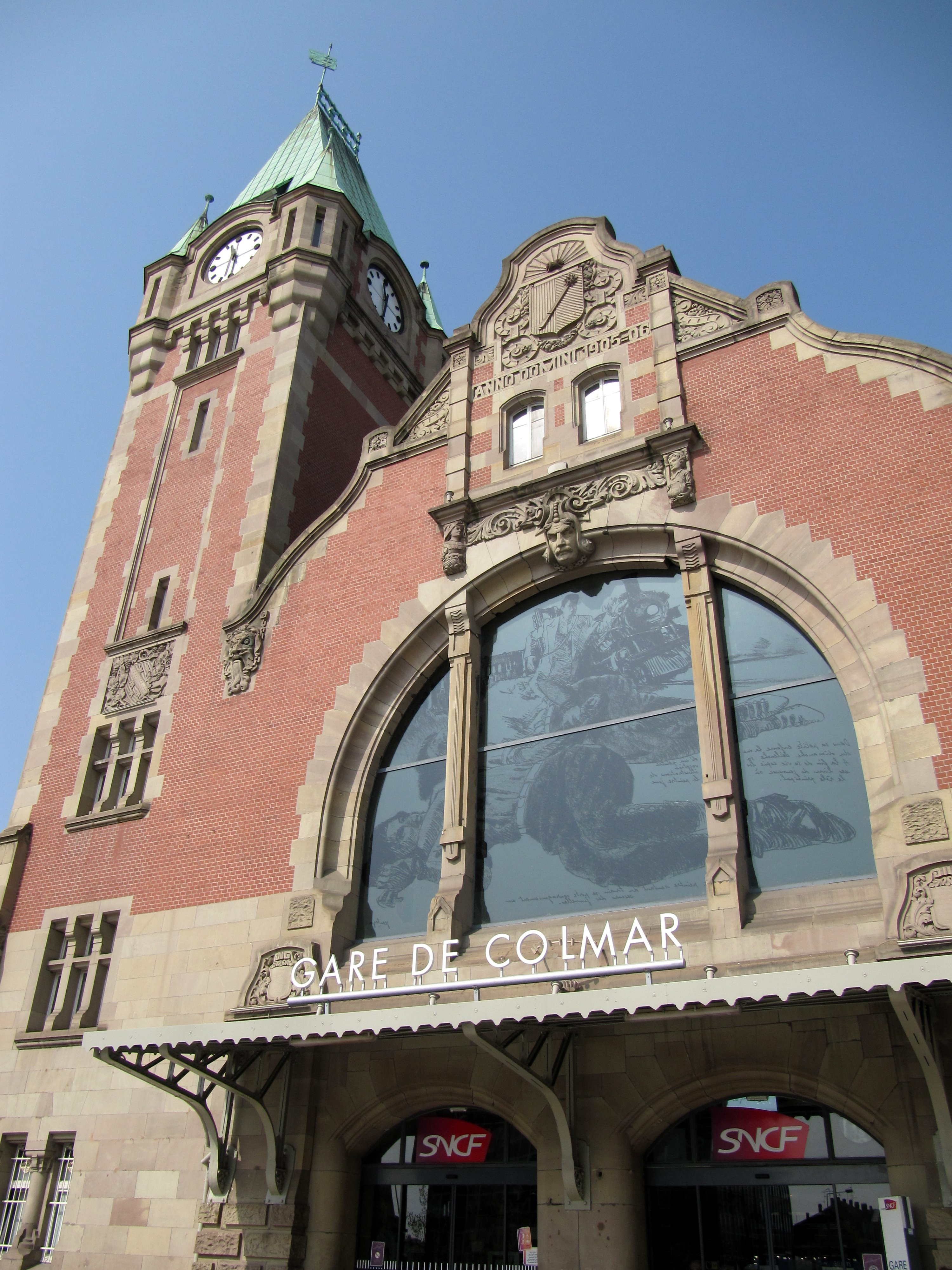
Le beffroi.

Les vitraux originaux ont été détruits par l'explosion d'un train de munitions en 1944. Dans un premier temps, ils ont été remplacés par des paysages vosgiens et du verre blanc. Les actuelles baies vitrées du hall ont été réalisées par Jean Le Gac en 1991. D'une surface de 48 m2 chacune, elles représentent un peintre libérant deux jumelles ligotées, à côté d'une voie ferrée,. Dans son premier projet, l'artiste avait imaginé que les jeunes femmes se trouvent ligotées sur les rails. À la suite de la demande de la SNCF, il les déplaça au bord de la voie. Les verrières ont été réalisées par une filiale de Saint-Gobain, implantée à proximité de Bordeaux. Quelques rares vitraux d'origine sont encore visibles au buffet de la gare.
Le bâtiment voyageurs ainsi que le souterrain d'accès aux quais comportent de nombreuses sculptures et bas-reliefs. Le beffroi, d'une hauteur de 36 mètres, est flanqué de quatre tourelles et surmonté d'une girouette représentant une locomotive à vapeur.
Le bâtiment voyageurs fait l'objet d'une inscription au titre des monuments historiques depuis le 28 décembre 1984.
En 2004, le parvis de la gare est réaménagé pour mettre en valeur la façade du bâtiment. Un nouvel éclairage doit mettre en relief l'architecture, il propose différentes variantes qui se succèdent en « fondus enchaînés ».
L'architecture du pavillon ouest, construit entre 2005 et 2007, rappelle celle du bâtiment historique.

### Dépôt de Colmar
Le dépôt de Colmar est construit en 1878. Il comportait deux rotondes de 16 et 4 voies et un atelier de réparation. Il est agrandi en 1907 lors de la mise en service de la nouvelle gare : la rotonde nord passe de 4 à 16 voies et une annexe pour le matériel à voie métrique est réalisée.
En 1939, le dépôt de Colmar compte 58 machines dont 7 à voie métrique. Il est bombardé durant la Seconde Guerre mondiale, environ 10 % des installations sont détruites.
Le dépôt entre dans une période de déclin à la suite de l’électrification des lignes dans les années 1950. Au début des années 1950, les effectifs de ce dépôt étaient de 35 machines dont des 040 D, des 050 B, des 232 TC et des 141 TA.
L'ancienne rotonde sud existe toujours mais il ne reste plus qu'une seule voie, les autres ont été déposées. Elle sert aujourd'hui d'entrepôt. À l'arrière de celle-ci se dresse l'ancien château d'eau. Subsistent également la plaque tournante de l'ancienne rotonde nord et les bâtiments administratifs.

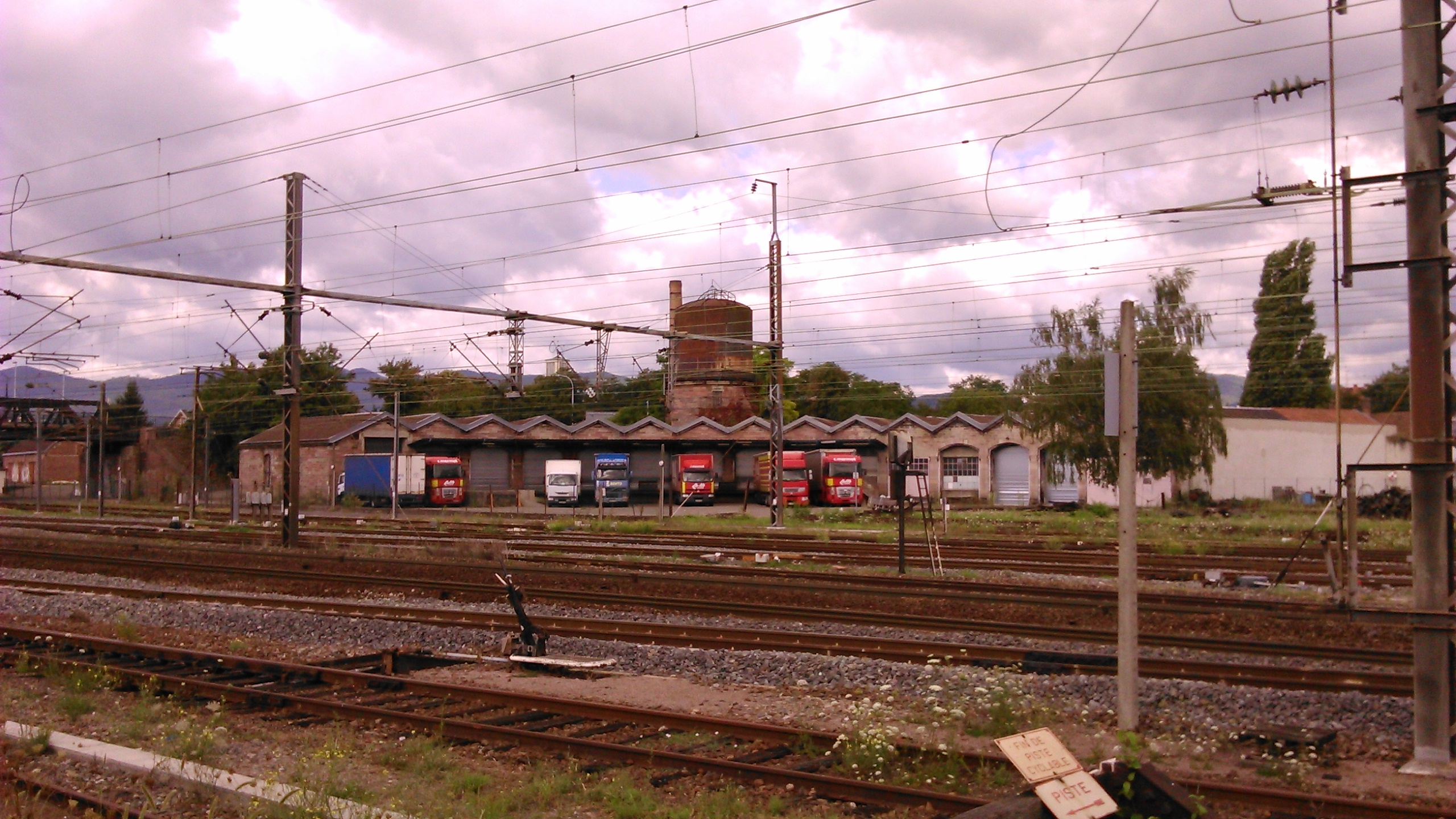
L'ancienne rotonde sud.
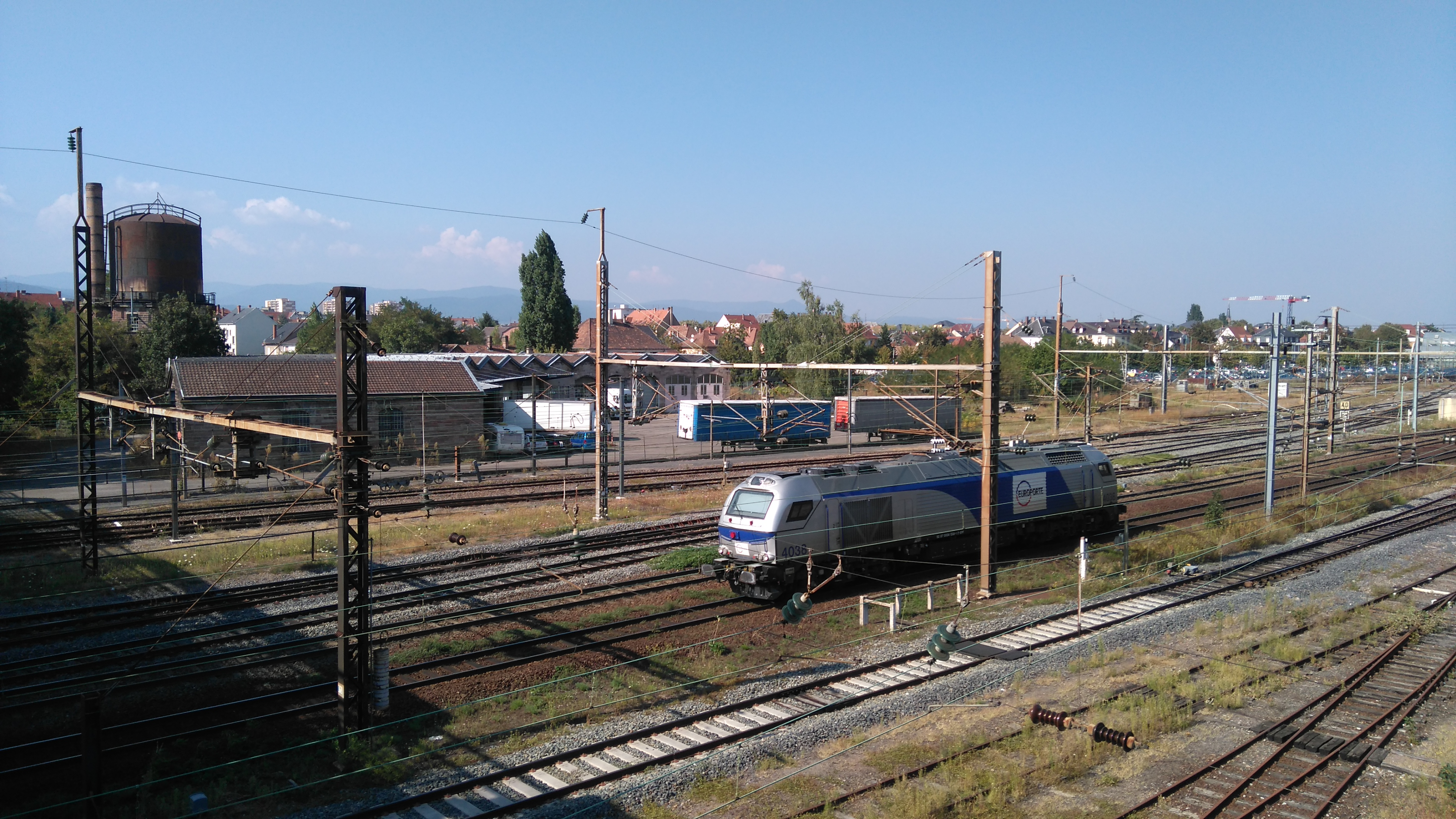
Une locomotive Vossloh Euro 4000 devant l'ancien dépôt.
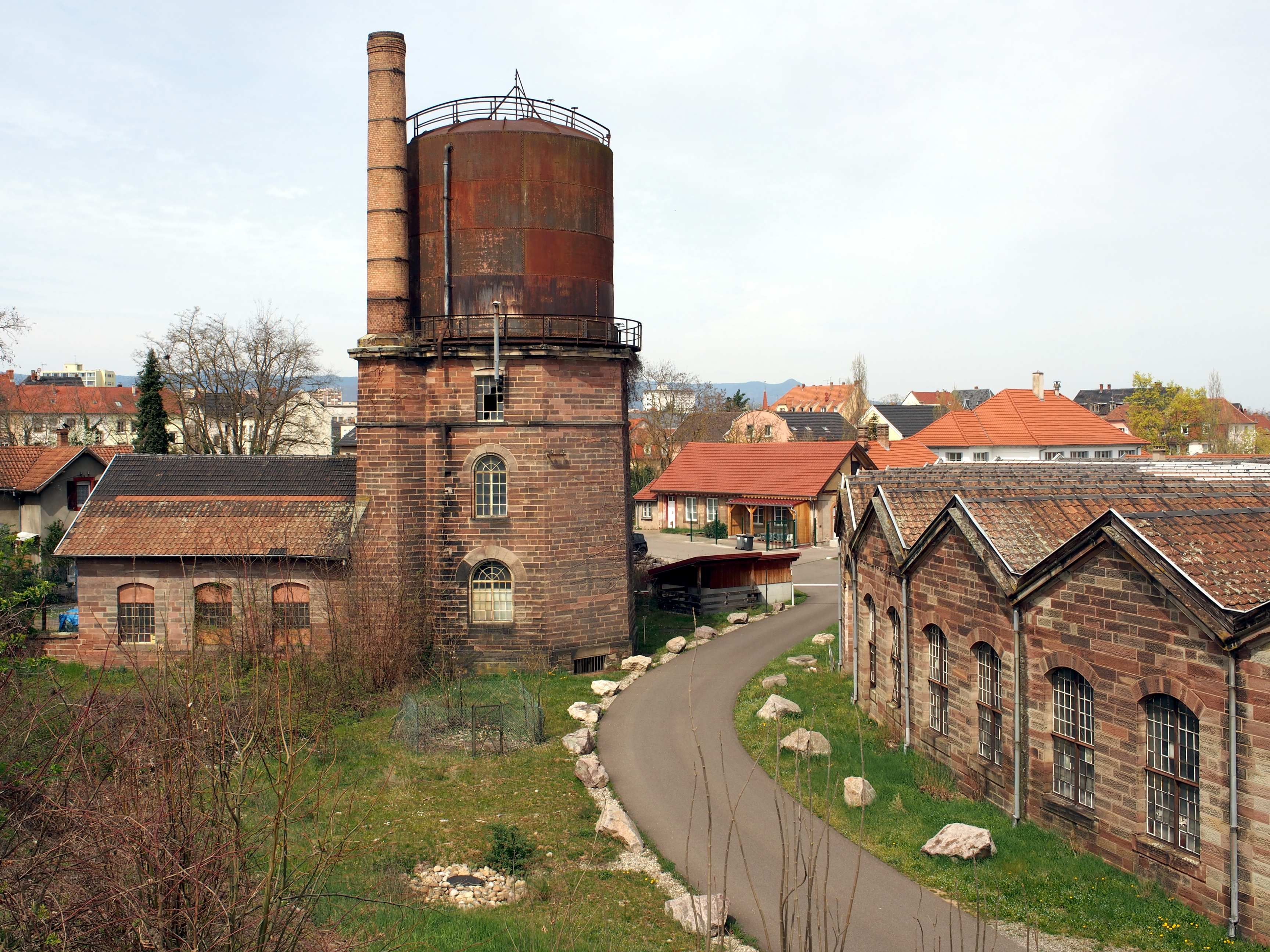
Le château d'eau et la rotonde.

## Service du fret

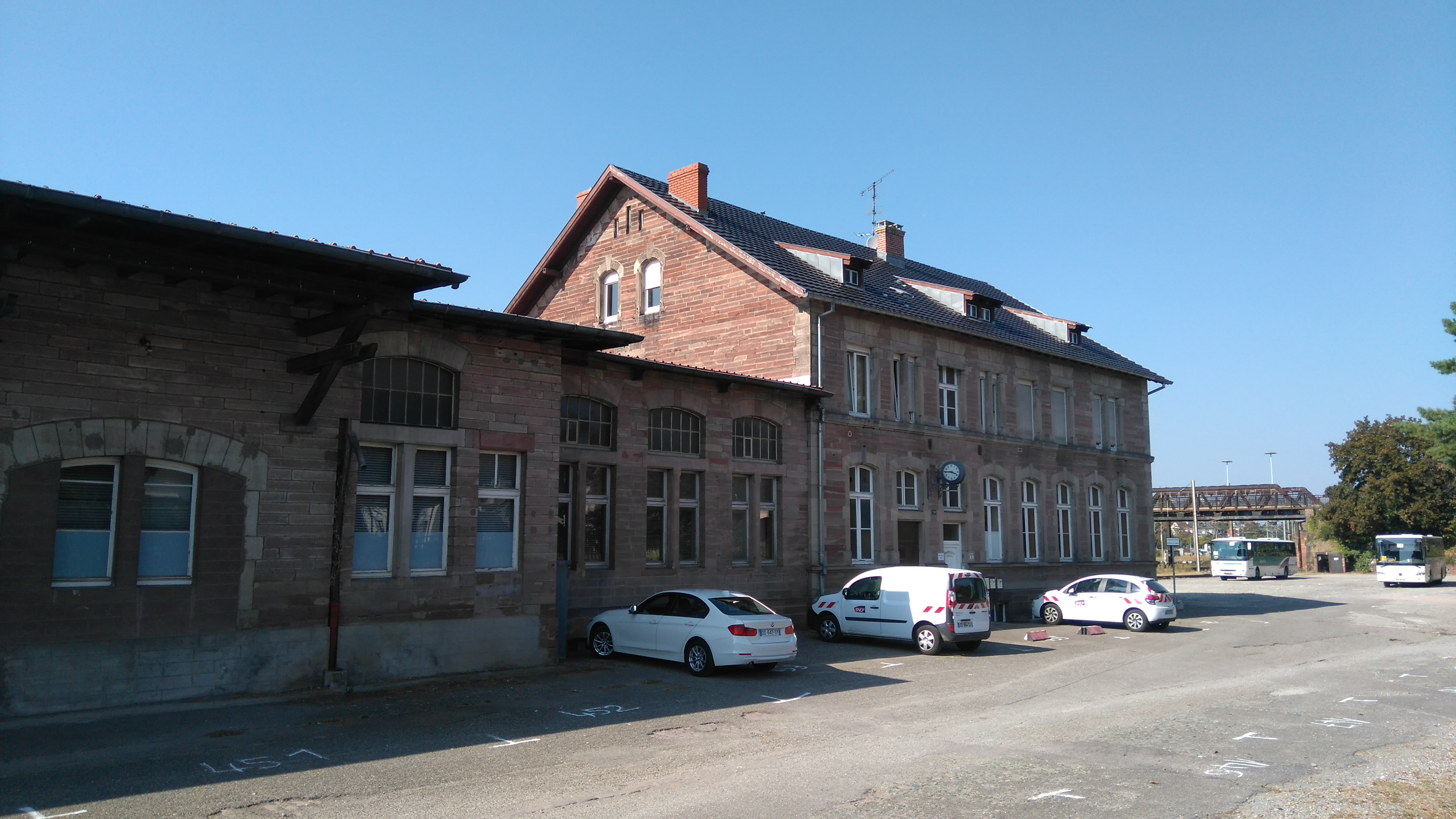
Bureaux et halles de la gare aux marchandises.

La gare de Colmar est ouverte au service du fret pour les trains entiers et les wagons isolés pour la desserte du quai militaire et de Rohr.
Elle est désignée site stratégique du service militaire des chemins de fer.
La gare permet la desserte de quatre installations terminales embranchées (Abattoirs — en partie déposée —, Geismar, Helminger et ZI nord de la ville de Colmar).
La gare aux marchandises, mise en service en 1904 par l'administration allemande de l'époque, se trouve au 28, route de Rouffach.
Les coordonnées de la gare aux marchandises sont : 48° 04′ 07″ N, 7° 20′ 38″ E.
Une agence du Sernam était présente sur le site.
En 2016, une partie des installations sont inutilisées en raison de la chute du fret ferroviaire. Depuis plusieurs années, la ville de Colmar souhaite réhabiliter le site avec l'aménagement d'un « quartier d'activités ».
Un centre de formation du Conservatoire national des arts et métiers doit s'implanter sur le site d'ici 2022.
La zone industrielle nord de Colmar, aménagée dans les années 1960, bénéficie d'un réseau ferré appartenant à la ville et qui comportait 17 embranchements particuliers. En 2004, seuls trois embranchements étaient encore utilisés. Le 1er janvier 2011, la SNCF décide de mettre un terme à la desserte de la zone industrielle nord qui ne comptait plus que la société Rohr pour seul client. La mobilisation des élus colmariens a permis le retour de la desserte en juin 2012.

### Infrastructures ferroviaires
Les bâtiments de la gare aux marchandises et le chantier fret sont situés le long de la route de Rouffach. Les installations s'étendent sur 6 hectares. La gare comprend un bâtiment de bureaux (1 500 m2) auquel est accolée une vaste halle (3 150 m2), un peu plus au sud se trouve l'ancien bâtiment des douanes (1 720 m2) et une cour de débord. Elle disposait aussi d'un portique de transbordement qui a été démonté en 2015. Le faisceau marchandises est commandé par deux postes d'aiguillages (postes H et J).

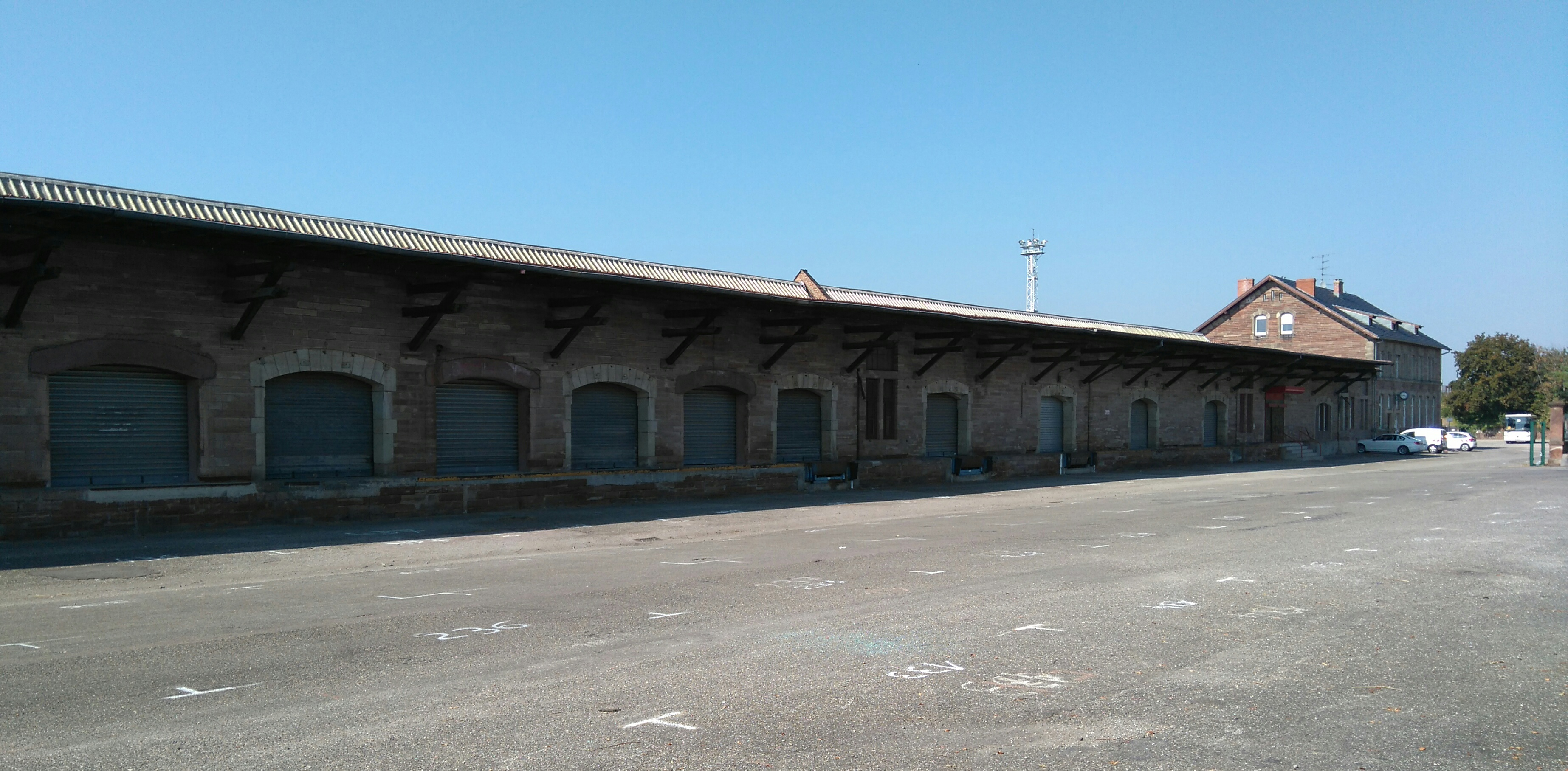
Halles et bureaux.
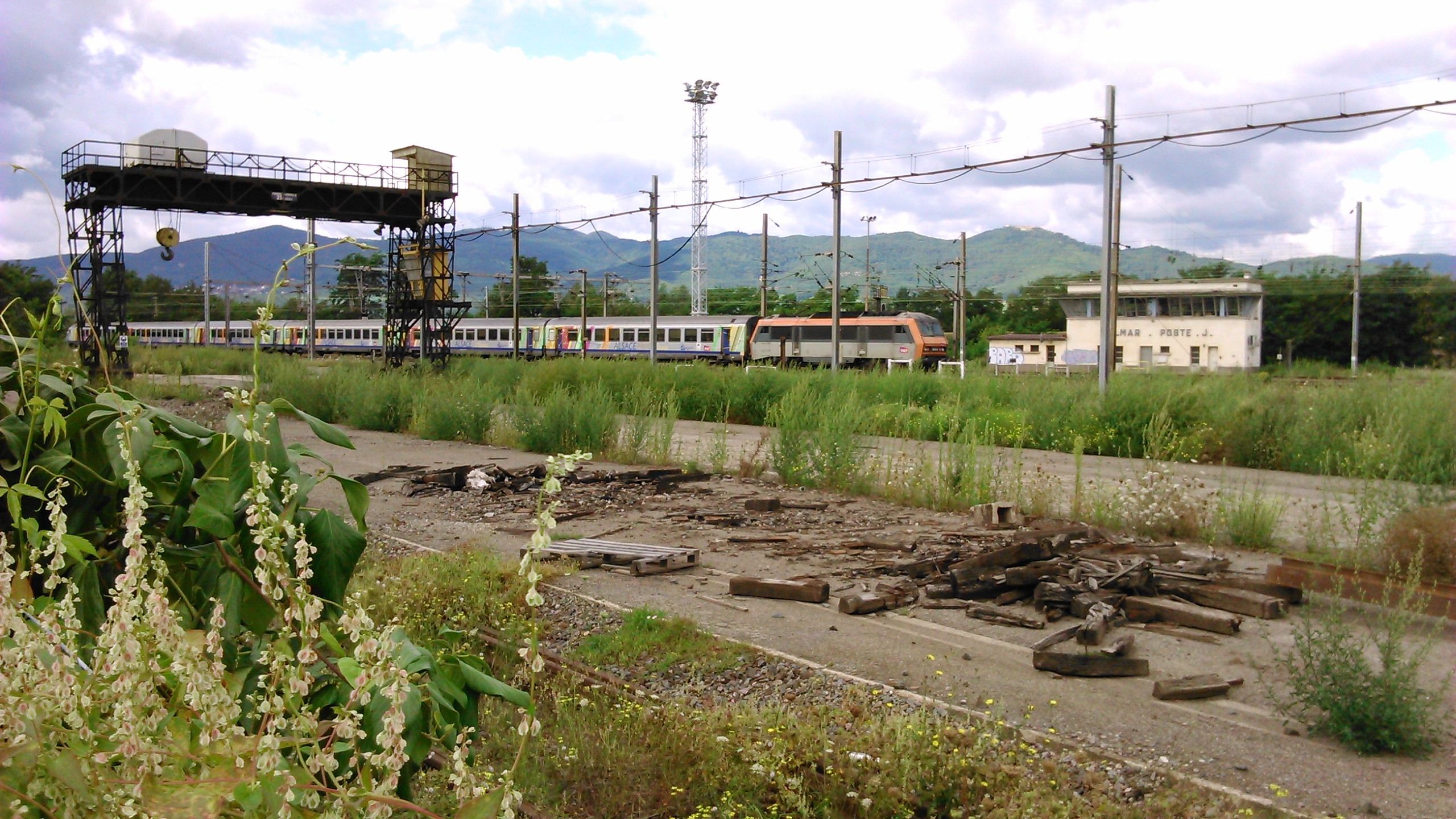
Un TER 200 passe devant l'ancien portique, démonté en 2015.
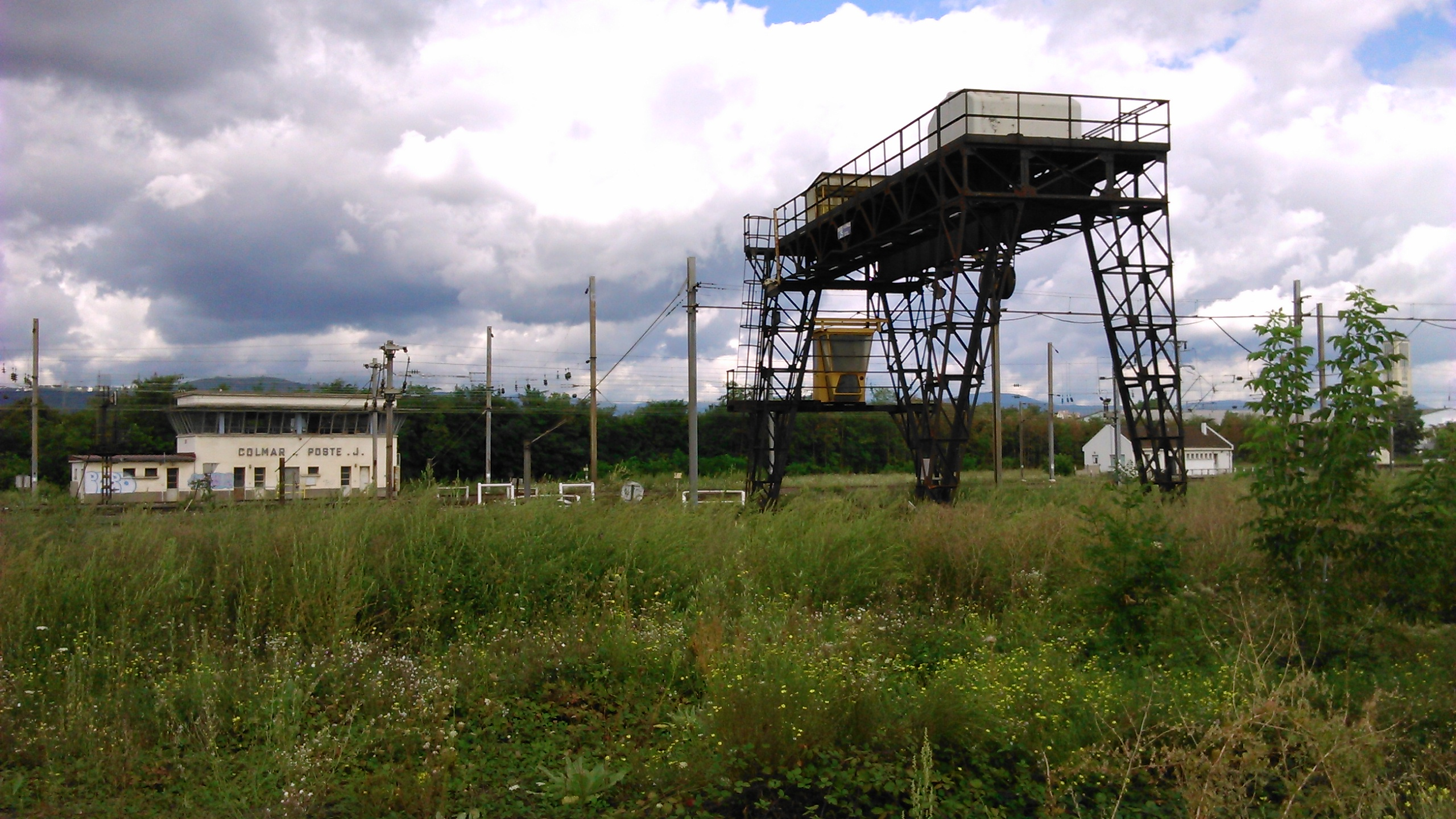
L'ancien portique, démonté en 2015, et le poste J.

## Autres gares de Colmar
- Gare de Colmar-Mésanges : halte voyageurs de la ligne de Colmar-Central à Metzeral.
- Gare de Colmar-Saint-Joseph : halte voyageurs de la ligne de Colmar-Central à Metzeral.

Anciennes gares :
- Gare de Colmar-Sud : gare fermée des lignes de Colmar-Central à Neuf-Brisach et de Colmar-Sud à Bollwiller.
- Gare de Colmar-Nord : gare fermée et détruite de l'ancienne ligne de Colmar-Central à Marckolsheim.